# Yonkers (chanson)
Singles de Tyler, The Creator
Sandwitches
(2010) She
(2017)
Yonkers est une chanson du rappeur Tyler, The Creator sortie en février 2011, issue de l'album Goblin.